# Phoneyusa rufa
Phoneyusa rufa é uma espécie de aranha pertencente à família Theraphosidae (tarântulas).